# Sahaj Grover
Sahaj Grover (Delhi, 7 settembre 1995) è uno scacchista indiano.
Ha ottenuto il titolo di Grande Maestro in settembre 2012.

## Principali risultati
- 2005 – vince a Belfort il Campionato del mondo giovanile U10;[2]
- 2010 – vince a Delhi con 9½/11 il campionato indiano giovanile U15;
- 2011 – 2° nel BHEL Rating Tournament di Delhi con 10/11 (vinse Aravindh Chithambaram con 10½/11);
- 2013 – 2° nel torneo Asian Junior Boys U20 di Sharjah (vinse Srinath Narayanan);
- 2014 – in settembre è 1°-2° con Sabino Brunello nell'open di Durban (Brunello vinse per spareggio tecnico);[3]
- 2015 – vince il campionato blitz della città di Delhi con 8½/9;
- 2017 – vince a Durban il Campionato sudafricano open con 10/11 (ripetuto nel 2018);[4]
- 2022 – in marzo vince il torneo Moja Open IM-GM Norm di Kimberley in Sudafrica.[5]

Ha raggiunto il massimo rating FIDE in gennaio 2015, con 2 528 punti Elo.